# 오타키온센역
오타키온센역(일본어: 大滝温泉駅)은 일본 아키타현 오다테시에 위치한 동일본 여객철도 하나와 선의 철도역이다. 섬식 승강장 1면 2선의 구조를 갖춘 지상역이다.

## 타는 곳
| 1 | ■ 하나와 선 | 상행 | 가즈노하나와 · 모리오카 방면 |
| 2 | ■ 하나와 선 | 하행 | 오다테 방면                  |

## 역 주변
- 국도 제103호선
- 요네시로 강
- 오타키 온천

## 역사
- 1915년 1월 19일 : 아키타 철도의 역으로서 기타아키타 군 주니쇼 정에 개업.
- 1934년 6월 1일 : 아키타 철도의 국유화에 의해, 철도성으로 이관.
- 1987년 4월 1일 : 일본국유철도 분할 민영화에 의해, 동일본 여객철도가 승계.
- 1999년
  - 9월 3일 : 이 날을 기해서 수기식 신호기가 철거. (하나와 선에서는 마지막 설치였이었음.)
  - 12월 4일 : CTC화에 의해 무인화. 오타키온센 역장이 폐지되어, 가즈노하나와 역장 관리하에 함.

## 인접 역
| 동일본 여객철도 하나와 선 | 동일본 여객철도 하나와 선 | 동일본 여객철도 하나와 선 |
| ------------------------- | ------------------------- | ------------------------- |
| 주니쇼 고마 방면          | ■ 하나와 선               | 오기타 오다테 방면        |